# 맷 룩
맷 룩(Matt luke, 1968년 5월 1일 ~ )은 KBO 리그 삼성 라이온즈의 외국인 선수이며 쓸만한 용병 거포의 부재를 극복하기 위해 영입됐는데 2002년 미국 애리조나 전지훈련에서 어깨부상을 당하여  훈련을 제대로 받지 못한 데다 같은 해 2월 26일부터 3월 8일까지 참가한 일본 이스턴 리그와의 경기에서도 훈련을 다 소화하지 못했으나 막판 두 차례 연습경기에서 홈런 3개를  쳤다.
그러나, 시범경기에서는 부상 탓인지 1경기 밖에 출전하지 못했고 급기야 정규시즌이 시작됐음에도 아예 나오지 못하자 5월 초   웨이버 공시됐다.

1. ↑  조진범 (2002년 3월 8일). “[파울볼] 삼성 루크 퇴출설 일소 홈런포”. 영남일보. 2022년 3월 16일에 확인함.
2. ↑  조진범 (2002년 3월 9일). “[파울볼] 삼성 새용병 루크 "물건일세"”. 영남일보. 2022년 3월 16일에 확인함.
3. ↑  조진범 (2002년 5월 4일). “[프로야구] 삼성 패트릭 "적응 끝났다" 무실점 V2”. 영남일보. 2022년 3월 16일에 확인함.